# 1772 Гагарін
1772 Гагарін (1772 Gagarin) — астероїд головного поясу, відкритий 6 лютого 1968 року.
Тіссеранів параметр щодо Юпітера — 3,438.